# 田声
田声（？—？），齐国将领，濮上之战中匡章的副将，与其围攻魏国的煮枣，但在随后的濮上之战时不敌于秦、韩、魏三国联军而战死（一说被俘虏），他的遭遇也见证了田齐宿将匡章平生中唯一一次惨败。